# Guido Guglielmi (chirurgo)
Guido Guglielmi (Roma, 24 aprile 1948) è un chirurgo italiano.
Specializzato in neurochirurgia, è l'inventore delle Guglielmi detachable coil (GDC), ovvero delle spirali di platino utilizzate nella chirurgia degli aneurismi cerebrali. È discendente della stessa famiglia di Rodolfo Valentino ( il cui vero nome era Rodolfo Guglielmi).